# مارتين لانكستر
مارتين لانكستر (بالإنجليزية: Martyn Lancaster)‏ (10 نوفمبر 1980 في المملكة المتحدة - ) هو لاعب كرة قدم بريطاني في مركز الدفاع. لعب مع كوين أوف ساوث ونادي ساوثبورت ونادي ليونغسكايل ونادي تشستر سيتي ونورثويتش فيكتوريا وWilmington Hammerheads FC ‏ وليه جنيسيس ‏ وأتلانتا سيلفرباكس وFort Lauderdale Strikers (2006–2016) ‏.

## وصلات خارجية
- مارتين لانكستر على موقع اتحاد السويد (السويدية)
- مارتين لانكستر على موقع قاعدة بيانات كرة القدم.إي يو (الإنجليزية)
- مارتين لانكستر على موقع Soccerbase.com (لاعب) (الإنجليزية)
- مارتين لانكستر على موقع Soccerway.com (الإنجليزية)